# Tyson Chandler
Pour les articles homonymes, voir Chandler.
Tyson Chandler, né le 2 octobre 1982 à Hanford en Californie, est un joueur américain de basket-ball, évoluant au poste de pivot. Chandler est sélectionné directement du lycée en seconde position lors de la draft 2001 de la NBA, par les Clippers de Los Angeles, puis est immédiatement échangé aux Bulls de Chicago. Il a également joué pour les Hornets de La Nouvelle-Orléans, les Bobcats de Charlotte, les Mavericks de Dallas, les Knicks de New York, les Suns de Phoenix, les Lakers de Los Angeles et les Rockets de Houston. 
En tant que pivot titulaire à Dallas, il joue un rôle essentiel dans la quête du premier titre NBA de la franchise en 2011. Il est nommé dans une NBA All-Defensive Team à trois reprises. Durant sa première saison à New York, Chandler est élu NBA Defensive Player en 2012. Il remporte des médailles d’or avec l’équipe nationale américaine aux Championnats du monde FIBA 2010 et aux Jeux olympiques d’été 2012.

## Biographie

### Jeunesse
En première année lycéenne, Chandler s’est inscrit à la Dominguez High School de Compton, en Californie, une école connue pour son programme d'athlétisme, qui développe des joueurs de basket-ball comme Dennis Johnson et Cedric Ceballos. Chandler fait partie de l’équipe universitaire et joue avec le futur joueur de la NBA Tayshaun Prince, alors en troisième année. Avec les Dons de Dominguez, Chandler est devenu un adolescent à sensation, des joueurs actuels tels que DeMar DeRozan l’a regardé jouer et a affirmé "il était comme Shaq". Chandler reçoit des éloges du Parade Magazine et de USA Today et est sélectionné pour faire partie de la McDonald's High School All-America Team. En première année, il est même présenté à l’émission 60 Minutes.
Dans son année junior, Chandler obtient en moyenne 20 points, 12 rebonds, 6 passes décisives et 3 contres. Dans sa dernière année, Chandler mène Dominguez à un championnat d’État et un bilan de 31-4, avec une moyenne de 26 points, 15 rebonds et 8 contres par match. Chandler est recruté par plusieurs universités réputées comme UCLA, Arizona, Syracuse, Memphis, Kentucky et Michigan. Chandler s’est ensuite présenté pour la draft NBA 2001, sans passer par le cursus universitaire.

### Bulls de Chicago (2001-2006)
Il est drafté en seconde position par les Clippers de Los Angeles, mais est immédiatement échangé contre Elton Brand et commence donc sa carrière aux Bulls de Chicago. 
Les Bulls placent leurs efforts de reconstruction sur les épaules de deux adolescents comme Chandler et Eddy Curry. Chandler est réputé pour ses contres et sa présence défensive, mais également pour ses fautes récurrentes. En septembre 2005, Chandler signe un accord de six ans avec les Bulls. En juillet 2006, les Bulls veulent se débarrasser de Chandler, qui avait cinq années de contrat et 54 millions de dollars de plus dans son contrat, afin de recruter Ben Wallace.

### Hornets de La Nouvelle-Orléans (2006-2009)

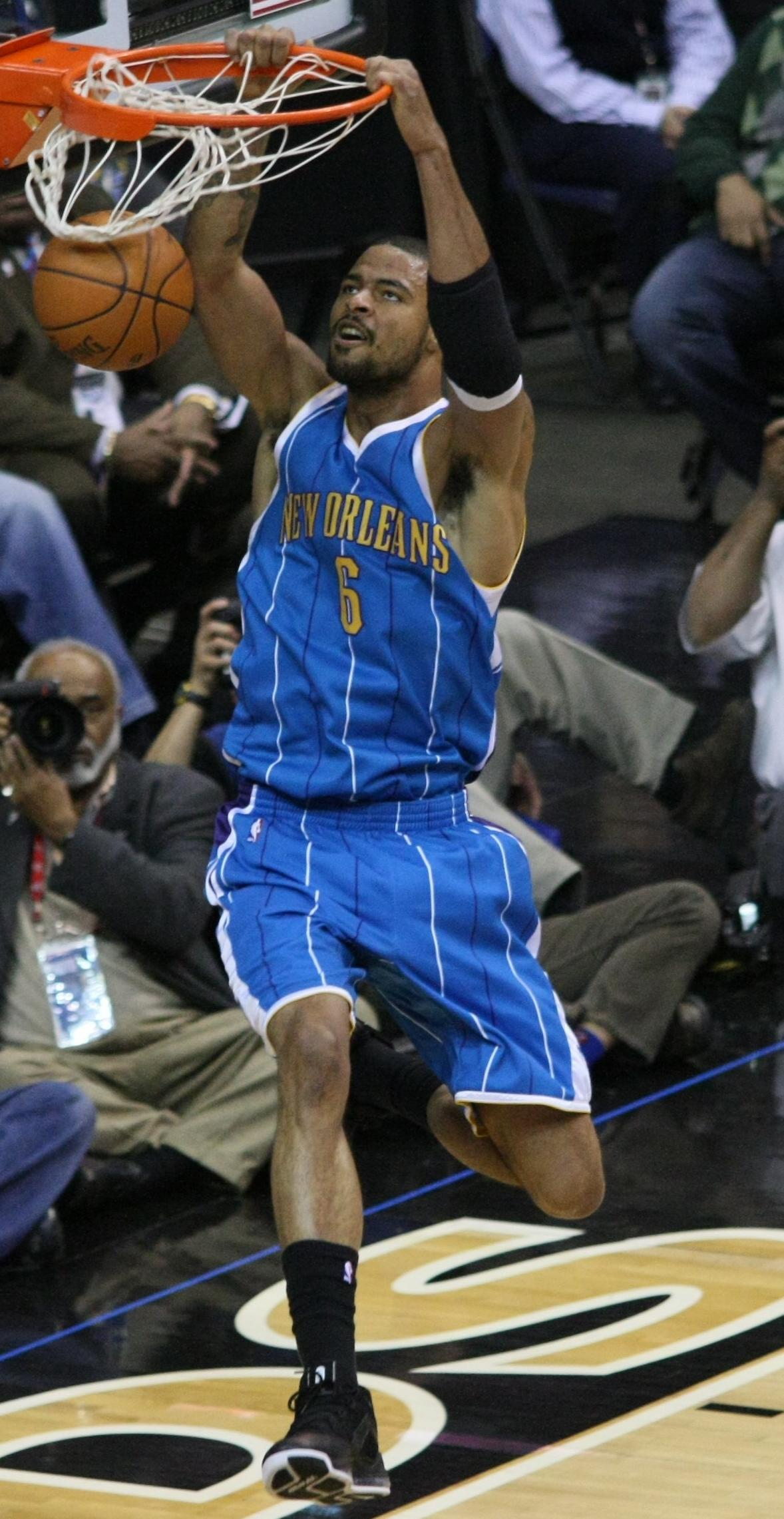
Tyson Chandler en 2009.

Le 14 juillet 2006, Chandler est échangé aux Hornets de La Nouvelle-Orléans contre P. J. Brown et J. R. Smith.
Chandler a mené la NBA en moyenne de rebonds offensifs en 2006-2007 et en 2007-2008, se classant à la deuxième place en moyenne de rebonds captés par match en 2006-2007 et troisième en 2007-2008. Il s’est également classé second en pourcentage de tir en 2007-2008 avec 62,3%. Il devient un pilier de l'équipe, dans son association avec David West et Chris Paul.
En février 2009, il est envoyé dans l'équipe du Thunder d'Oklahoma City contre Joe Smith, Chris Wilcox et DeVon Hardin mais l'échange est annulé, la santé de Chandler n'étant pas jugée satisfaisante. Chandler participe seulement à 45 matchs au cours de la saison 2008-2009, manquant 29 des 44 derniers matchs de l’équipe en raison de blessures à la cheville gauche. Chandler termine la saison en tant que leader de la franchise pour le pourcentage au tir avec 61,1% et en moyenne de rebonds par match avec 11,3 rebonds, tout en se classant au cinquième rang du total de rebonds captés (2 225) en dépit de seulement 197 matchs en carrière avec l’équipe.

### Bobcats de Charlotte (2009-2010)
Souvent blessé et inefficace lors des playoffs NBA 2009, il est envoyé en juillet 2009 aux Bobcats de Charlotte contre Emeka Okafor. Durant sa seule saison avec les Bobcats, il joue 51 matchs, enregistrant 6,5 points, 6,3 rebonds et 1,1 contre par match, dans une saison tronquée par une blessure au niveau du pied gauche.

### Mavericks de Dallas (2010-2011)

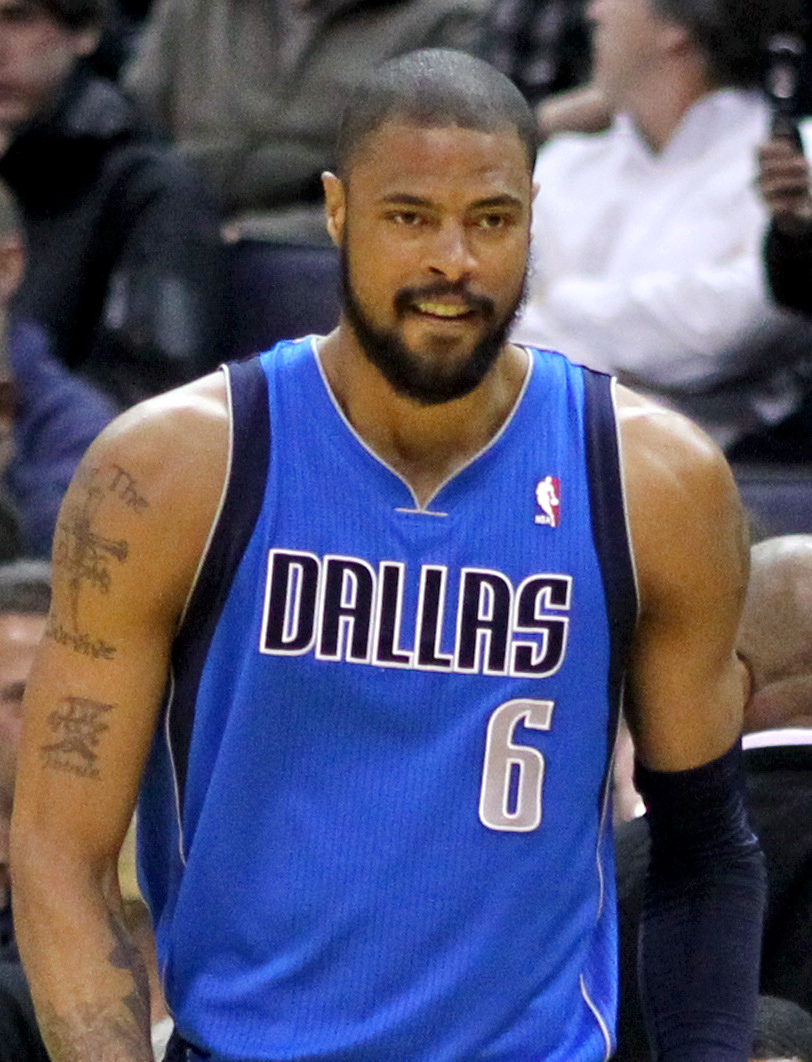
Tyson Chandler avec les Mavericks de Dallas.

Le 13 juillet 2010, il est envoyé aux Mavericks de Dallas avec Alexis Ajinca contre Erick Dampier, Eduardo Najera et Matt Carroll (ainsi que des compensations financières). Il est crédité pour avoir donné aux Mavericks une forme de ténacité et l’intensité défensive qu’ils manquaient cruellement, gagnant la sélection d'une NBA All-Defensive Second Team. Chandler obtient le statut de pivot titulaire pour sa première saison avec les Mavericks, ancrant leur défense dans une équipe avec Dirk Nowitzki, Jason Terry et Jason Kidd. Il est l'un des éléments majeur de la conquête du titre cette année-là assurant protection du cercle et présence au rebond. Sa complémentarité avec Dirk Nowitzki, au profil avant tout offensif et capable de s'écarter, permet à Dallas d'avoir une raquette redoutable. Les Mavericks sont inarrêtables en playoffs et Tyson Chandler obtient sa première bague de champion, alors âgé de 29 ans. Les Mavericks battent le Heat de Miami en six matchs lors des Finales NBA 2011. 
Après la saison 2010-2011, Chandler devient un agent libre très recherché. Il est courtisé par les Warriors de Golden State et les Rockets de Houston, entre autres. Alors qu’ils tenaient à le garder dans l'effectif, les Mavericks ont pris garde de ne pas trop s'attarder sur Chandler, au risque de passer à côté de Dwight Howard ou Deron Williams en 2012. En conséquence, ils n’ont offert qu’un contrat de deux ans à Chandler, qu’il a refusé. Le propriétaire des Mavericks, Mark Cuban, a divisé l’équipe championne en titre, choisissant d’ajouter Lamar Odom, Vince Carter et Delonte West au lieu de resigner Chandler, J. J. Barea et DeShawn Stevenson.

### Knicks de New York (2011-2014)
En décembre 2011, au lendemain de l'ouverture du marché des transferts, il est transféré aux Knicks de New York, dans un échange impliquant les Mavericks de Dallas et les Wizards de Washington (envoyant notamment Ronny Turiaf à Washington). Son contrat s'étend sur 4 ans pour un montant de 58 millions de dollars.
Avec l'arrivée de Chandler, la défense des Knicks s'améliore grandement durant la saison 2011-2012, puisque la franchise de New York possède la 5e meilleure défense de la ligue. À la fin de la saison, il est désigné meilleur défenseur de l'année, en plus d'une sélection dans la All-NBA Third Team. Son élection au titre de meilleur défenseur est inédite puisqu'il n'est sélectionné que dans la All-Defensive Second Team, alors que des joueurs comme Serge Ibaka ou Dwight Howard font partie de la NBA All-Defensive First Team.
En janvier 2013, Tyson Chandler est sélectionné au NBA All-Star Game 2013 en tant que remplaçant, sa seule sélection en carrière. Au début du mois de février, il égale un record de franchise avec trois matchs consécutifs à au moins 20 rebonds, devenant le premier joueur des Knicks depuis Willis Reed en décembre 1969. Le 27 février, il obtient 16 points et un record en carrière de 28 rebonds dans une victoire contre les Warriors de Golden State. En mai 2013, il est nommé dans la NBA All-Defensive First Team, devenant le premier joueur des Knicks à remporter cette distinction depuis Charles Oakley en 1994.
Victime de blessures au début de la saison 2013-2014, Chandler a mis du temps à retrouver son rythme. Une blessure au genou droit subie le 5 novembre contre les Bobcats de Charlotte et une maladie des voies respiratoires supérieures au début du mois de janvier, ne le font jouer que 55 matchs. Le 28 février 2014, lors de la défaite des siens contre les Warriors de Golden State, il est expulsé à la suite de deux fautes techniques consécutives avec Marreese Speights.

### Mavericks de Dallas (2014-2015)
Le 25 juin 2014, Chandler, avec Raymond Felton est transféré aux Mavericks de Dallas en échange de Shane Larkin, Wayne Ellington, José Manuel Calderón, Samuel Dalembert et deux second tour de draft 2014. Ce transfert réunit Chandler et ses anciens coéquipiers Dirk Nowitzki et José Juan Barea et l'entraîneur Rick Carlisle avec qui il a gagné le titre en 2010-2011.
Pour son premier match de retour avec Dallas le 29 octobre 2014 à l'ouverture de la saison 2014-2015, il marque 8 points et prend 10 rebonds lors de la défaite des siens 100 à 101 contre les Spurs de San Antonio. En 75 matchs au cours de la saison, Chandler obtient en moyenne un double-double avec 10,3 points et 11,5 rebonds, en plus de 1,2 contre.

### Suns de Phoenix (2015-2018)
Le 9 juillet, il signe un contrat de 4 ans pour 52 000 000$ aux Suns de Phoenix. Le 21 janvier, Chandler atteint un record de saison avec 20 rebonds dans une défaite contre les Spurs de San Antonio. Deux jours plus tard, dans une victoire contre les Hawks d'Atlanta, Chandler égale le record de la franchise des Suns avec 27 rebonds, dont 17 en première période, et a également inscrit 13 points en plus de 5 passes décisives. Ses 27 rebonds égalent le record établi par Paul Silas en 1971, et ses 13 rebonds offensifs établissent un record de franchise. Chandler est également devenu le premier joueur des Suns dans l’histoire de la franchise à enregistrer deux matchs consécutifs avec 20 rebonds.
Le 21 janvier, dans une victoire contre les Knicks de New York, Chandler établit un record en saisissant plus de 15 rebonds sur sept matchs consécutifs. Sa meilleure partie de saison s’est déroulé entre le 19 et le 24 janvier, où il dispute trois matchs, inscrivant en moyenne 17,25 points et 14,5 rebonds par match, ce qui comprend la marque de 22 points à deux reprises. Chandler est apparu dans 47 des 57 premiers matchs des Suns avant d’être mis sur le banc après la pause du All-Star Game. Chandler aurait dit à la direction des Suns, à la date limite des transferts, qu’il ne voulait pas être transféré.
Au cours de la saison 2017-2018, Chandler a subi une blessure au cou qui l’a mis de côté pendant 36 matchs au total. Le 14 janvier 2018, Chandler saisit 14 rebonds contre les Pacers de l'Indiana pour devenir le 40e joueur de l’histoire de la ligue à atteindre 10 000 rebonds en carrière. Il n’a participé qu’à 46 matchs cette saison, et a notamment raté le dernier mois de la saison.
Après avoir commencé la saison 2018-2019 avec un rôle réduit, en raison de l’arrivée du rookie Deandre Ayton, le 3 novembre 2018, il demande à quitter l'équipe.

### Lakers de Los Angeles (2018-2019)
Libéré par les Suns de Phoenix, il signe, le 7 novembre 2018, avec les Lakers de Los Angeles.

### Rockets de Houston (2019-2020)
Le 13 juillet 2019, il signe pour une saison avec les Rockets de Houston.

### Sélection nationale

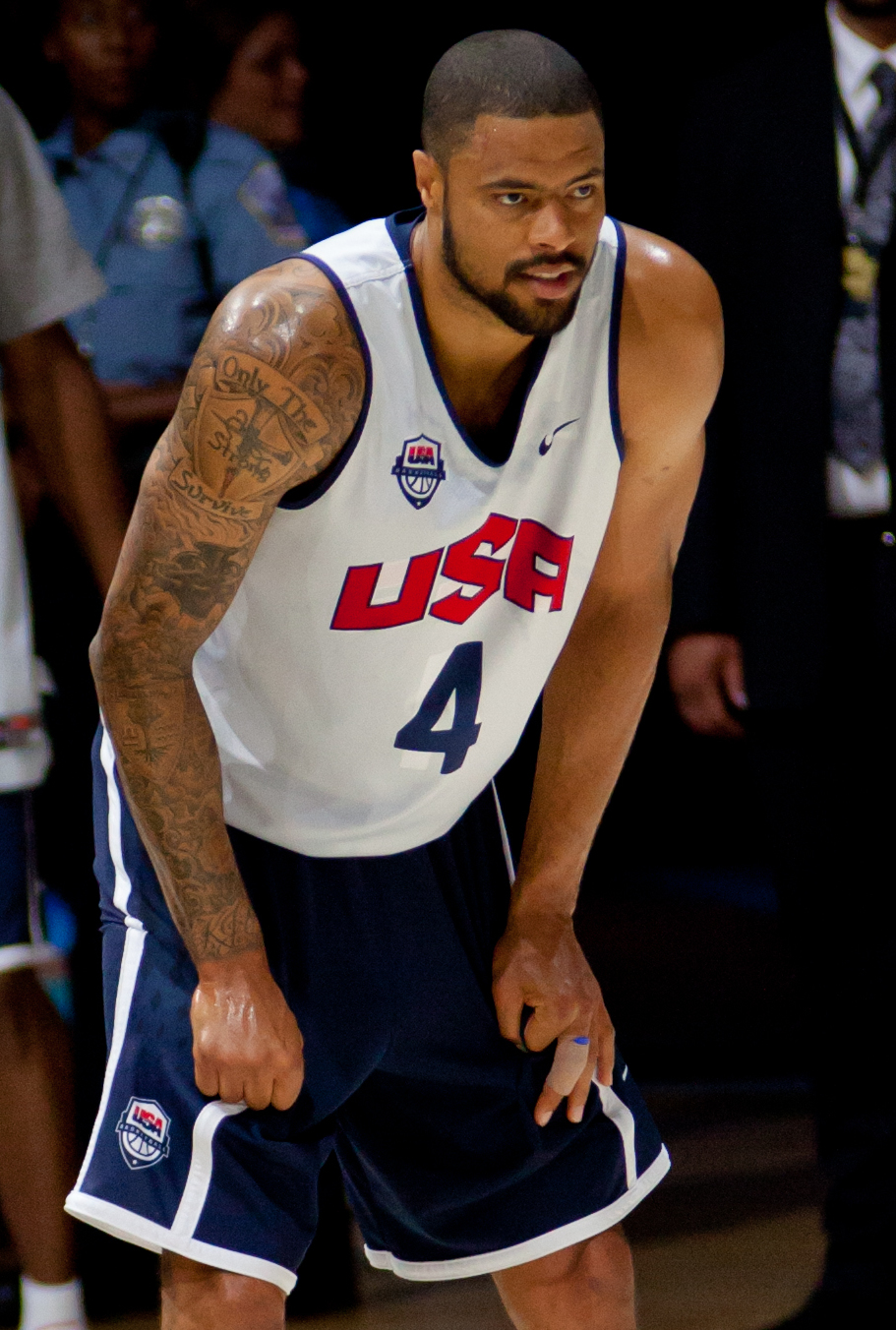
Tyson Chandler avec Team USA.

Le 23 mai 2007, il est sélectionné dans l'équipe des États-Unis de basket-ball pour le tournoi des Amériques.
Chandler est membre de l’équipe des États-Unis aux Championnats du monde FIBA 2010, une équipe qui a terminé invaincue dans le tournoi et a remporté la médaille d’or. Il joue l'ensemble des matchs en sortie de banc, avec 2,6 points et 2.7 rebonds par match.
Chandler est de nouveau sélectionné pour jouer aux Jeux olympiques d’été de Londres 2012, et prend la place de titulaire. L’équipe des États-Unis termine à nouveau invaincue dans le tournoi et remporte la médaille d’or contre l’Espagne avec une victoire 107-100.

## Clubs successifs
- 2001-2006 :  Bulls de Chicago
- 2006-2009 :  Hornets de la Nouvelle-Orléans
- 2009-2010 :  Bobcats de Charlotte
- 2010-2011 :  Mavericks de Dallas
- 2011-2014 :  Knicks de New York
- 2014-2015 :  Mavericks de Dallas
- 2015-2018 :  Suns de Phoenix
- 2018-2019 :  Lakers de Los Angeles
- 2019-2020 :  Rockets de Houston

## Palmarès

### Sélection nationale
- Médaillé d'or au Championnat du monde 2010 en Turquie.
- Médaillé d'or aux Jeux olympiques d'été de 2012 à Londres.

### En club
- Champion NBA avec les Mavericks de Dallas en 2011.
- Champion de la Conférence Ouest avec les Mavericks de Dallas en 2011.
- Champion de la Division Sud-Ouest en 2008 avec les Hornets de la Nouvelle-Orléans.
- Champion de la Division Atlantique en 2013 avec les Knicks de New York.

### Distinctions personnelles
- NBA Defensive Player of the Year en 2012.
- All-NBA Third Team en 2012.
- All-NBA Defensive First Team en 2013.
- All-NBA Defensive Second Team en 2011 et 2012.
- 1 sélection au NBA All-Star Game en 2013.

## Statistiques
| Champion NBA | Défenseur de l'année | Meilleur joueur de cette catégorie statistique de la saison |

gras = ses meilleures performances

### Saison régulière
| Saison        | Équipe        | Matchs | Titul. | Min./m | % Tir | % 3pts | % LF  | Rbds/m. | Pass/m. | Int/m. | Ctr/m. | Pts/m. |
| ------------- | ------------- | ------ | ------ | ------ | ----- | ------ | ----- | ------- | ------- | ------ | ------ | ------ |
| 2001-2002     | Chicago       | 71     | 31     | 19.6   | .497  | .000   | .604  | 4.8     | .8      | .4     | 1.3    | 6.1    |
| 2002-2003     | Chicago       | 75     | 68     | 24.4   | .531  | .000   | .608  | 6.9     | 1.0     | .5     | 1.4    | 9.2    |
| 2003-2004     | Chicago       | 35     | 8      | 22.3   | .424  | .000   | .669  | 7.7     | .7      | .5     | 1.2    | 6.1    |
| 2004-2005     | Chicago       | 80     | 10     | 27.4   | .494  | .000   | .673  | 9.7     | .8      | .9     | 1.8    | 8.0    |
| 2005-2006     | Chicago       | 79     | 50     | 26.8   | .565  | .000   | .503  | 9.0     | 1.0     | .5     | 1.3    | 5.3    |
| 2006-2007     | New Orleans   | 73     | 73     | 34.6   | .624  | .000   | .527  | 12.4    | .9      | .5     | 1.8    | 9.5    |
| 2007-2008     | New Orleans   | 79     | 79     | 35.2   | .623  | .000   | .593  | 11.7    | 1.0     | .6     | 1.1    | 11.8   |
| 2008-2009     | New Orleans   | 45     | 45     | 32.1   | .565  | .000   | .579  | 8.7     | .5      | .3     | 1.2    | 8.8    |
| 2009-2010     | Charlotte     | 51     | 27     | 22.8   | .574  | .000   | .732  | 6.3     | .3      | .3     | 1.1    | 6.5    |
| 2010-2011     | Dallas        | 74     | 74     | 27.8   | .654  | .000   | .732  | 9.4     | .4      | .5     | 1.1    | 10.1   |
| 2011-2012     | New York      | 62     | 62     | 33.2   | .679  | .000   | .689  | 11.0    | .9      | .9     | 1.4    | 11.3   |
| 2012-2013     | New York      | 66     | 66     | 32.8   | .638  | .000   | .694  | 10.7    | .9      | .6     | 1.1    | 10.4   |
| 2013-2014     | New York      | 55     | 55     | 30.2   | .593  | .000   | .632  | 9.6     | 1.1     | .7     | 1.1    | 8.7    |
| 2014-2015     | Dallas        | 75     | 75     | 30.5   | .666  | .000   | .720  | 11.5    | 1.1     | .6     | 1.2    | 10.3   |
| 2015-2016     | Phoenix       | 66     | 60     | 24.5   | .583  | .000   | .620  | 8.7     | 1.0     | .5     | .7     | 7.2    |
| 2016-2017     | Phoenix       | 47     | 46     | 27.6   | .671  | .000   | .734  | 11.5    | .6      | .7     | .5     | 8.4    |
| 2017-2018     | Phoenix       | 46     | 46     | 25.0   | .647  | .000   | .617  | 9.1     | 1.2     | .3     | .6     | 6.5    |
| 2018-2019     | Phoenix       | 7      | 0      | 12.7   | .667  | .000   | .556  | 5.6     | .9      | .3     | .1     | 3.7    |
| 2018-2019     | L.A. Lakers   | 48     | 6      | 16.4   | .609  | .000   | .594  | 5.6     | .6      | .4     | .5     | 3.1    |
| 2019-2020     | Houston       | 26     | 5      | 8.4    | .778  | .000   | .462  | 2.5     | .2      | .2     | .3     | 1.3    |
| Carrière      | Carrière      | 1,160  | 886    | 27.3   | .597  | .000   | .644  | 9.0     | .8      | .5     | 1.2    | 8.2    |
| All-Star Game | All-Star Game | 1      | 0      | 17.0   | .400  | .000   | 1.000 | 8.0     | .0      | .0     | .0     | 7.0    |

### Playoffs
| Saison   | Équipe      | Matchs | Titul. | Min./m | % Tir | % 3pts | % LF | Rbds/m. | Pass/m. | Int/m. | Ctr/m. | Pts/m. |
| -------- | ----------- | ------ | ------ | ------ | ----- | ------ | ---- | ------- | ------- | ------ | ------ | ------ |
| 2005     | Chicago     | 6      | 0      | 28.7   | .475  | .000   | .696 | 9.7     | 1.3     | .2     | 2.2    | 11.7   |
| 2006     | Chicago     | 6      | 0      | 17.3   | .667  | .000   | .300 | 4.5     | .5      | .3     | .3     | 1.8    |
| 2008     | New Orleans | 12     | 12     | 34.3   | .632  | .000   | .625 | 10.3    | .4      | .4     | 1.7    | 8.0    |
| 2009     | New Orleans | 4      | 4      | 23.5   | .500  | .000   | .500 | 5.3     | .5      | .5     | .3     | 3.8    |
| 2010     | Charlotte   | 4      | 0      | 15.0   | .545  | .000   | .667 | 2.5     | .5      | .5     | .8     | 3.5    |
| 2011     | Dallas      | 21     | 21     | 32.4   | .582  | .000   | .679 | 9.2     | .4      | .6     | .9     | 8.0    |
| 2012     | New York    | 5      | 5      | 33.4   | .440  | .000   | .600 | 9.0     | .8      | 1.4    | 1.4    | 6.2    |
| 2013     | New York    | 12     | 12     | 29.2   | .538  | .000   | .750 | 7.3     | .3      | .7     | 1.2    | 5.7    |
| 2015     | Dallas      | 5      | 5      | 32.0   | .655  | .000   | .500 | 10.8    | .2      | .6     | 1.2    | 10.2   |
| 2020     | Houston     | 1      | 0      | 0.0    | .000  | .000   | .000 | 0.0     | 0.0     | 0.0    | 0.0    | 0.0    |
| Carrière | Carrière    | 76     | 59     | 28.9   | .566  | .000   | .628 | 8.1     | .5      | .6     | 1.1    | 6.9    |

## Records sur une rencontre en NBA
Les records personnels de Tyson Chandler en NBA sont les suivants, :
| Record de la franchise |

| Type de statistique        | Saison régulière | Saison régulière         | Saison régulière  | Playoffs | Playoffs                  | Playoffs      |
| Type de statistique        | Record           | Adversaire               | Date              | Record   | Adversaire                | Date          |
| -------------------------- | ---------------- | ------------------------ | ----------------- | -------- | ------------------------- | ------------- |
| Points                     | 28               | @ Nets de Brooklyn       | 26 novembre 2012  | 22       | Wizards de Washington     | 4 mai 2005    |
| Paniers marqués            | 12               | @ Nets de Brooklyn       | 26 novembre 2012  | 9        | Wizards de Washington     | 4 mai 2005    |
| Paniers tentés             | 17               | 2 fois                   | 2 fois            | 11       | Wizards de Washington     | 4 mai 2005    |
| Paniers à 3 points réussis | -                | -                        | -                 | -        | -                         | -             |
| Paniers à 3 points tentés  | 1                | 11 fois                  | 11 fois           | -        | -                         | -             |
| Lancers francs réussis     | 14               | @ Magic d'Orlando        | 5 novembre 2003   | 11       | @ Wizards de Washington   | 2 mai 2005    |
| Lancers francs tentés      | 16               | 2 fois                   | 2 fois            | 15       | @ Wizards de Washington   | 2 mai 2005    |
| Rebonds offensifs          | 13               | Hawks d'Atlanta          | 23 janvier 2016   | 13       | Trail Blazers de Portland | 25 avril 2011 |
| Rebonds défensifs          | 19               | @ Hawks d'Atlanta        | 22 février 2014   | 11       | Spurs de San Antonio      | 19 mai 2008   |
| Rebonds totaux             | 28               | Warriors de Golden State | 27 février 2013   | 20       | Trail Blazers de Portland | 25 avril 2011 |
| Passes décisives           | 6                | @ Knicks de New York     | 11 avril 2002     | 3        | 2 fois                    | 2 fois        |
| Interceptions              | 5                | Hawks d'Atlanta          | 18 mars 2003      | 3        | Celtics de Boston         | 1er mai 2013  |
| Contres                    | 7                | 3 fois                   | 3 fois            | 4        | 2 fois                    | 2 fois        |
| Balles perdues             | 8                | @ Spurs de San Antonio   | 11 décembre 2009  | 7        | @ Heat de Miami           | 28 avril 2012 |
| Minutes jouées             | 50               | Mavericks de Dallas      | 1er décembre 2007 | 43       | Heat de Miami             | 7 juin 2011   |

- Double-double : 308 (dont 16 en playoffs)
- Triple-double : 0

Dernière mise à jour : 6 avril 2021

## Vie personnelle
En 2013, il est devenu chrétien évangélique et membre d’Hillsong Church New York .

## Pour approfondir
- Liste des joueurs en NBA ayant joué plus de 1 000 matchs en carrière.
- Liste des meilleurs rebondeurs en NBA en carrière.
- Liste des meilleurs contreurs en NBA en carrière.